# Krummendiek (Adelsgeschlecht)

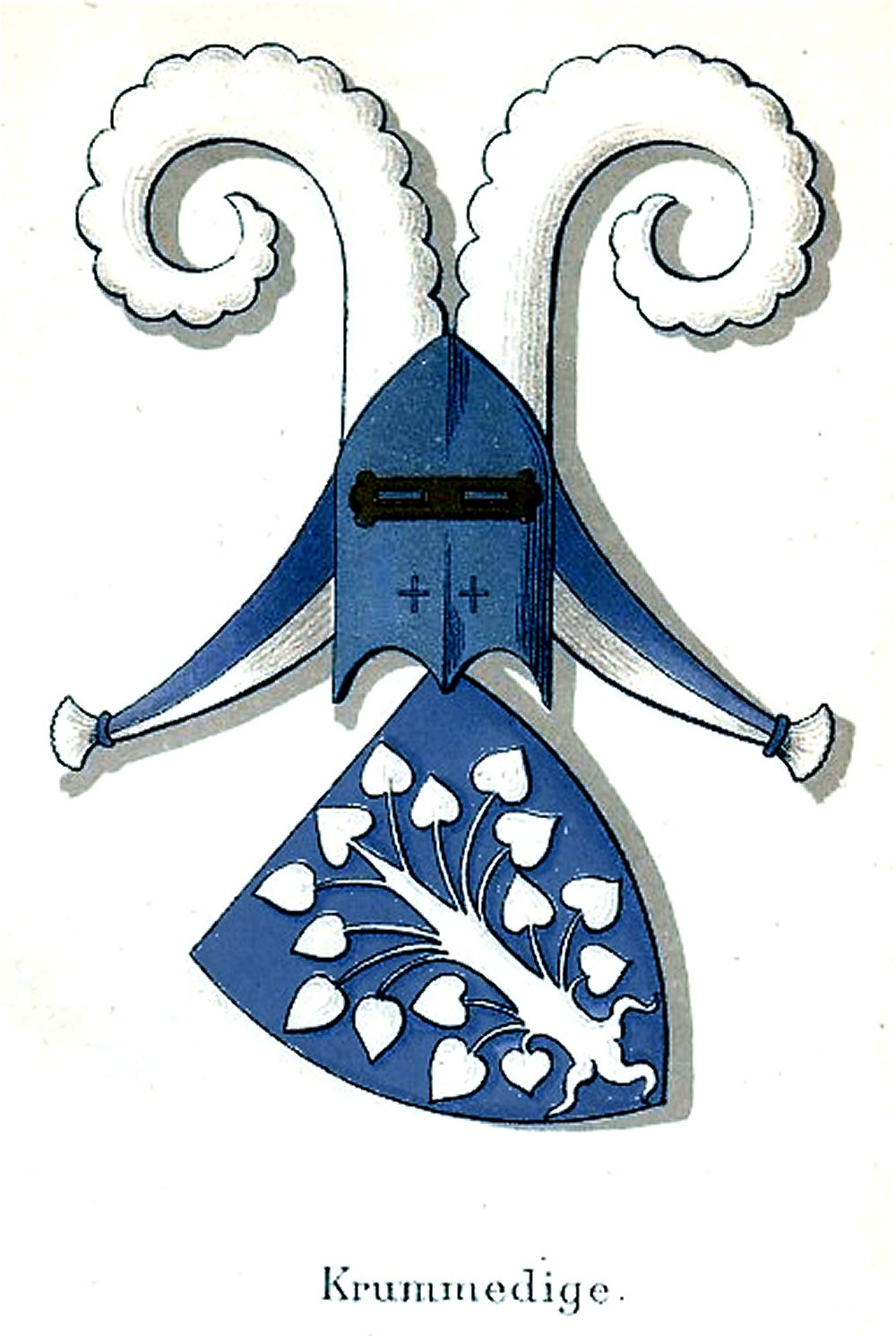
Wappen der Krummendiek

Die Herren Krummendiek sind ein holsteinisch-dänisches Adelsgeschlecht aus Krummendiek in den Elbmarschen. Sie zählten zu den Equites Originarii in der schleswig-holsteinischen Ritterschaft.

## Geschichte
Der Name Busch findet sich schon 1208. Diese seit dem 14. Jahrhundert zahlreich vertretene Familie hieß ursprünglich Busche, hat aber den späteren Namen ihres Stammsitzes Gut Krummendiek in der gleichnamigen Gemeinde Krummendiek in der Nähe von Itzehoe angenommen.  
Zu Krummendiek gab es 1247 eine Burg, die dem Landesherrn gehörte. Deren Kastellan, Hartwig Busch, sei mit ihr belehnt worden und habe den Namen Busch von Krummendiek angenommen. Später hat die starke Vermehrung der Familie bei gleichen Taufnamen zur Unterscheidung der Einzelnen Beinamen hervorgerufen; so z. B. Ywanus, alias dictus Stauerby, Witte Ywan, Grote Johan, Borchardus Stiper, Johan Wittecop, Ywan Engel und andere. Der nächste urkundlich Fassbare, der Crummendik genannt wurde, war Iwan, der 1300 im Dienst der Stadt Lübeck stand.
Nach dem Dänischen Adelslexicon starb die männliche Linie der Krummendik im Jahr 1598 mit Hinrich Krummendiek auf Beke aus. Einzelne Glieder der Familie waren im Dienst der Könige von Dänemark des Oldenburger Hauses in angesehener Stellung, so der Ritter Hartwich Krummedike 1455 als norwegischer Reichsrat und Henrik Krummedike 1524 im Rat des Königs Friedrich I. von Dänemark.

## Wappen
Auf den älteren Namen Busch deutet das Hauptsiegelbild, ein Busch. Das Stammwappen zeigt in Silber einen grünen Busch mit dreiteiliger Wurzel und fünf Ästen, die je drei herzförmige Blätter tragen.
Eine ab 1445 zu findende Tingierung zeigt in Blau eine silberne Linde.

### Abgeleitete Wappen
Nach dem Aussterben der Krummendiek übernahmen die Freiherren von Meurer auf Krummendiek 1754 den Baum als in Silber auf grünem Boden eine natürliche Eiche in ihr Wappen, ebenso schon 1655 die Reichsgrafen von Ahlefeldt (III.: Gold, darin eine ausgerissener, aufrechter grüner Stamm mit gekreuzten Blätterzweigen (Wappen des † Geschlechts von Krummendiek))
Das Krummendieksche Wappen ist auch in das Ortswappen von Ottenbüttel integriert worden.

Ottenbüttel

## Bekannte Vertreter
- Erich Krummediek († 1439), deutscher Ritter und Diplomat in dänischen Diensten
- Albert II. Krummendiek (* 1417 oder 1418; † 27. Oktober 1489 in Kaltenhof) war als Albert II. 1466 bis 1489 Bischof von Lübeck
- Hartvig Krummedike (1400–1476), norwegischer Reichshofmeister, Festungshauptmann in Akershus
- Henrik Krummedike (1461–1530), dänischer und norwegischer Reichsrat und norwegischer Großgrundbesitzer